# Jack Cameron
John Archibald (Jack) Cameron  (Ottawa, Ontario, 3 december 1902 - Danville (Virginia), 29 december 1981) was een Canadese ijshockeydoelman. Cameron mocht met zijn ploeg de Toronto Granites Canada vertegenwoordigen op de Olympische Winterspelen 1924 in het Franse Chamonix-Mont-Blanc. Cameron won met zijn ploeggenoten de gouden medaille.